# Cyperus tabina
Cyperus tabina är en halvgräsart som beskrevs av Ernst Gottlieb von Steudel och Johann Otto Boeckeler. Cyperus tabina ingår i släktet papyrusar, och familjen halvgräs. Inga underarter finns listade i Catalogue of Life.